# Gayton P. Osgood
Gayton Pickman Osgood (* 4. Juli 1797 in Salem, Massachusetts; † 26. Juni 1861 in Andover, Massachusetts) war ein US-amerikanischer Politiker. Zwischen 1833 und 1835 vertrat er den Bundesstaat Massachusetts im US-Repräsentantenhaus.

## Werdegang
Gayton Osgood studierte bis 1815 an der Harvard University. Nach einem anschließenden Jurastudium und seiner Zulassung als Rechtsanwalt begann er in Salem in diesem Beruf zu arbeiten.  1819 zog er nach North Andover. In den 1820er Jahren schloss er sich der Bewegung um den späteren US-Präsidenten Andrew Jackson an und wurde Mitglied der von diesem 1828 gegründeten Demokratischen Partei. Zwischen 1829 und 1831 saß er als Abgeordneter im Repräsentantenhaus von Massachusetts.
Bei den Kongresswahlen des Jahres 1832 wurde Osgood im dritten Wahlbezirk von Massachusetts in das US-Repräsentantenhaus in Washington, D.C. gewählt, wo er am 4. März 1833 die Nachfolge von Jeremiah Nelson antrat. Da er im Jahr 1834 von seiner Partei nicht mehr zur Wiederwahl nominiert wurde, konnte er bis zum 3. März 1835 nur eine Legislaturperiode im Kongress absolvieren. Während dieser Zeit wurde innerhalb und außerhalb des Kongresses heftig über die Politik von Präsident Jackson diskutiert. Dabei ging es um die umstrittene Durchsetzung des Indian Removal Act, den Konflikt mit dem Staat South Carolina, der in der Nullifikationskrise gipfelte, und die Bankenpolitik des Präsidenten.
Nach dem Ende seiner Zeit im US-Repräsentantenhaus zog sich Gayton Osgood aus der Politik zurück. In den folgenden Jahren arbeitete er in der Landwirtschaft. Er starb am 26. Juni 1861 in Andover.